# Galgen (Eilern)

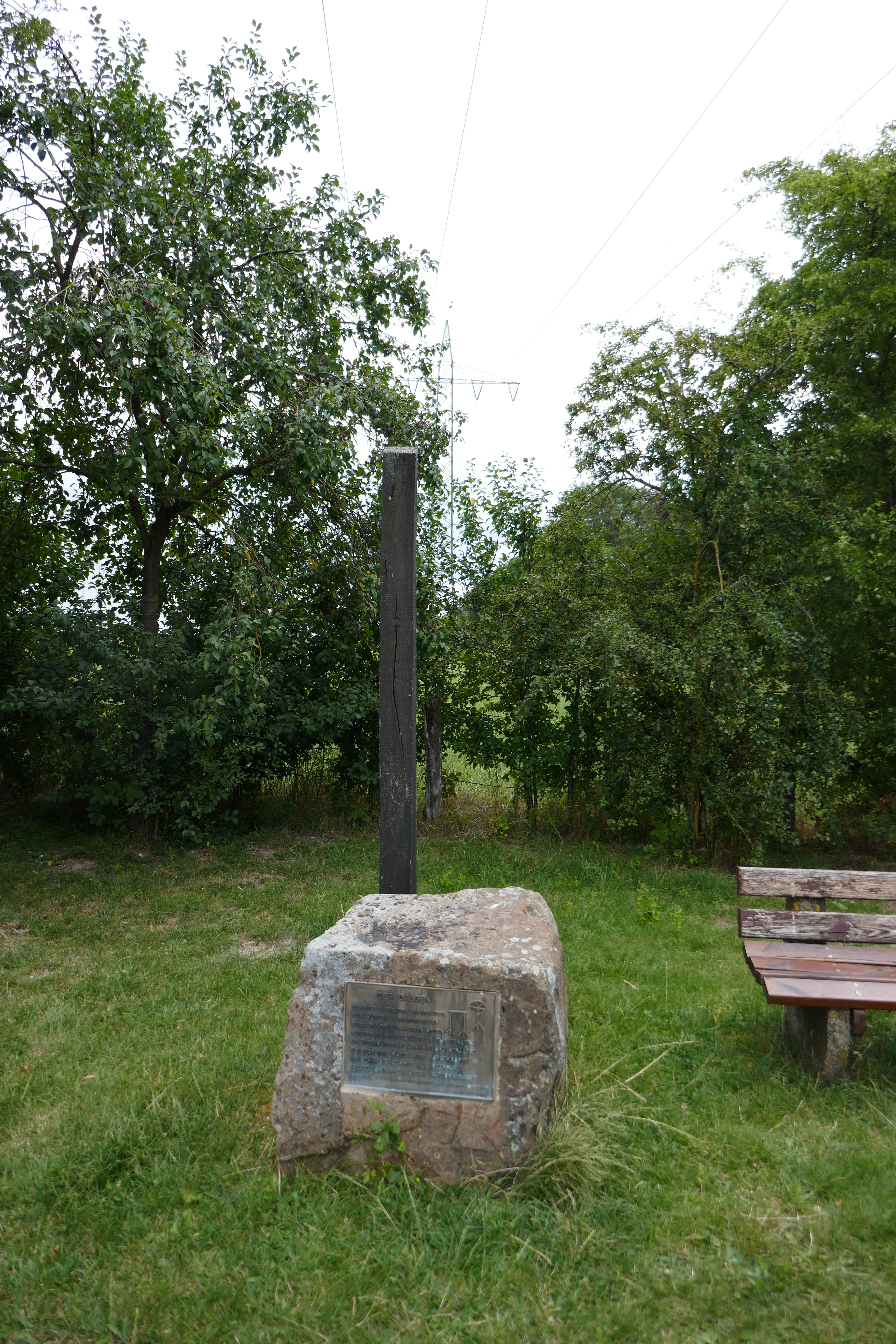
Denkmal

Der Galgen (Rabenstuhl) stand auf dem Eilerberg in der Nähe des Ortes Eilern. Das Gericht mit Galgen und Rad gehörte dem Herren von Westfalen. Dort wurden die Todesurteile des Gerichts von Fürstenberg ausgeführt. Da die Gerichtsstätte auf einem Berg lag und einige Handelswege nicht weit von dort entfernt verliefen, waren die zum Tode verurteilten schon von weitem sichtbar. Dies sollte der Abschreckung vor Verbrechen dienen.
Heute erinnert ein Holzgalgen und eine Schrifttafel an die frühere Galgenstätte. Auf der Tafel steht: Der Galgen – Die Richtstätte des Sintfeldes. 1729 wurden 5 Raubgesellen einer Bande aus Hessen wegen Mordes an einem Bauern in Fürstenberg an diesem Gericht gehängt und gerädert. Zuletzt 1786 wurde hier aufgeknüpft ein Johannes Schmidt aus Meerhof. Galgen und Rad wurden 1807 umgehauen.